# وان تايمز سكوير
وان تايمز سكوير (ويُعرف أيضًا باسم 1475 برودواي، مبنى نيويورك تايمز، برج نيويورك تايمز، برج أليد كيميكال أو ببساطة تايمز تاور) هو ناطحة سحاب مكونة من 25 طابقًا بارتفاع 363 قدمًا (111 مترًا)، يقع في تايمز سكوير بحي ميدتاون مانهاتن في مدينة نيويورك.

## تاريخ المبنى
- صممه المهندس سايروس إل. دبليو. إيدلتز بأسلوب النيو-قوطي. وتم بناؤه بين عامي 1903 و1904 ليكون المقر الرئيسي لصحيفة نيويورك تايمز.
- يحتل الكتلة السكنية المحاطة بشارع سيفينث أفينيو، وشارع 42، وبرودواي، وشارع 43.
- خضع المبنى لتعديلات كبيرة على مر السنين أدت إلى إزالة جميع تفاصيله المعمارية الأصلية.
- في التسعينيات، أضيفت لوحات إعلانية ضخمة إلى واجهته، مما جعله واحدًا من أكثر المواقع الإعلانية قيمةً في العالم بسبب العائدات المالية الكبيرة التي يحققها من الإعلانات.

### أهم الأحداث والتطورات
- أثناء بناء البرج، تمت إعادة تسمية المنطقة المحيطة بـ لونغ أيكر سكوير إلى تايمز سكوير نسبةً إلى نيويورك تايمز.
- انتقلت نيويورك تايمز إلى المبنى في يناير 1905، ولكن بسبب توسع الصحيفة، انتقلت مكاتبها ومطابعها إلى العنوان 229 ويست شارع 43 بعد ثماني سنوات فقط.
- رغم مغادرة الصحيفة، ظل المبنى نقطة محورية في المنطقة بفضل:
  - احتفالات ليلة رأس السنة وإسقاط الكرة المضيئة السنوي.
  - إضافة شريط الأخبار الضوئي بالقرب من مستوى الشارع في عام 1928.

### تغييرات الملكية والتجديدات
- باعت صحيفة نيويورك تايمز المبنى إلى رجل الأعمال دوغلاس لي عام 1961.
- اشترت شركة أليد كيميكال المبنى في 1963 وحولته إلى قاعة عرض.
- استأجر رجل الأعمال أليكس إم. باركر المبنى بالكامل في أكتوبر 1973، ثم اشتراه بعد عامين.
- في الثمانينيات، تم بيع المبنى عدة مرات واستمر في استخدامه كمبنى مكاتب.
- في 1995، اشترت شركة ليهمان براذرز المالية المبنى، وأضافت إليه لوحات إعلانية للاستفادة من موقعه المميز.
- في 1997، اشترت شركة جاميستاون L.P. المبنى.
- في 2017، تم الإعلان عن خطط لتجديد المبنى تتضمن متحفًا جديدًا، ومنصة مراقبة، ومدخلًا جديدًا لمحطة مترو تايمز سكوير–شارع 42.
- في 2022، بدأت جاميستاون مشروع تجديد بقيمة 500 مليون دولار، ومن المقرر أن يكتمل في 2025، وسيتضمن:
  - منصة مراقبة جديدة.
  - مساحة مخصصة للمتحف.
  - واجهة زجاجية حديثة.

يُعد وان تايمز سكوير اليوم من أبرز المعالم في نيويورك وأحد أهم المراكز الإعلانية في العالم، بفضل موقعه الفريد في قلب تايمز سكوير.